# Cylindrophis boulengeri
Cylindrophis boulengeri is een slang uit de familie cilinderslangen (Cylindrophiidae). De soort is endemisch in Indonesië en Oost-Timor. De soortnaam is gegeven ter ere van de Belgisch-Brits herpetoloog George Albert Boulenger.
Cylindrophis boulengeri komt voor op de Babareilanden, Timor en Wetar.

## Beschrijving
De soort kan een totale lengte van 55 centimeter bereiken, inclusief staart. Doorsaal is de slang zwart, ventraal heeft de slang afwisselend donkergrijze en geelachtige dwarsbanden. Het is een levendbarende diersoort.
Cylindrophis aruensis · Cylindrophis boulengeri · Cylindrophis burmanus · Cylindrophis engkariensis · Cylindrophis isolepis · Cylindrophis jodiae · Cylindrophis lineatus · Cylindrophis maculatus · Cylindrophis melanotus · Cylindrophis opisthorhodus · Cylindrophis osheai · Cilinderslang (C. ruffus) · Cylindrophis subocularis · Cylindrophis yamdena